# Islam Bjibji
Islam Bjibji (2005) es una deportista marroquí que compite en triatlón. Ganó dos medallas en el Campeonato Africano de Triatlón, oro en 2021 y plata en 2022.

## Palmarés internacional
| Campeonato Africano | Campeonato Africano     | Campeonato Africano | Campeonato Africano |
| Año                 | Lugar                   | Medalla             | Prueba              |
| ------------------- | ----------------------- | ------------------- | ------------------- |
| 2021                | Sharm el-Sheij (Egipto) | Medalla de oro      | Relevo mixto        |
| 2022                | Agadir (Marruecos)      | Medalla de plata    | Relevo mixto        |